# Galeodes sulphureopilosus
Galeodes sulphureopilosus es una especie de arácnido  del orden Solifugae de la familia Galeodidae.

## Distribución geográfica
Se encuentra en Uzbekistán y Tayikistán.